# Христо Генчев (революционер)
Христо Генчев е български революционер, деец на Вътрешната македоно-одринска революционна организация.

## Биография
Генчев е роден в 1864 година в Шумен, тогава в Османската империя. В 1892 година завършва история в Софийския университет „Свети Климент Охридски". От 1896 до 1899 година е учител в Одринската българска гимназия „Доктор Петър Берон". В 1900 година е делегат на Варненското дружество на Седмия македонски конгрес.
Присъединява се към ВМОРО и, докато преповада в Одрин, е член на одринския окръжен революционен комитет.